# Eric Schweig
Eric Schweig, eredeti neve Ray Dean Trasher (Inuvik (Northwest Territories), Kanada, 1967. június 19. –) kanadai színész.

## Élete
Hat hónapos korában adoptálták. Német és inuit gyökerekkel rendelkezik. Neves faragó mester, inuit spirituális maszkokat készít.

## Válogatott filmjei
- 2007 Wounded Knee-nél temessétek el a szívem (Gall)
- 2005 Shania Twain igaz története (Jerry Twain)
- 2003 Az eltűntek (Chidin)
- 2002 Skins (Rudy Yellow Lodge)
- 1995 A skarlát betű
- 1995 Tom és Huck (Indián Joe)
- 1995 Kövesd a folyót (Wildcat)
- 1993 Indián szív (Joseph Brandt/Theyendangea)
- 1992 Az utolsó mohikán (Unkasz)